# Domodedovo (ville)
Pour les articles homonymes, voir Domodedovo.
Domodedovo ou Domodiedovo (en russe : Домоде́дово) est une ville de l'oblast de Moscou, en Russie. Sa population s'élevait à 108 224 habitants en 2014.

## Géographie
Domodedovo est située à 36 km au sud du centre de Moscou.

## Histoire
Domodedovo est fondée en 1900 à côté d'une gare ferroviaire du même nom. La localité prend le nom du village voisin de Domodedovo, qui existe depuis 1410. Domodedovo accéda au statut commune urbaine en 1938 puis à celui de ville en 1947. L'aéroport de Domodedovo fut officiellement ouvert au trafic en mai 1965 ; il était initialement destiné au trafic intérieur longues distances de l'Union soviétique.

## Population
Recensements (*) ou estimations de la population :
| 1926* | 1939*  | 1959*  | 1970*  | 1979*  |
| ----- | ------ | ------ | ------ | ------ |
| 300   | 10 341 | 27 686 | 36 323 | 46 968 |

| 1989*  | 2002*  | 2010*  | 2013    | 2014    |
| ------ | ------ | ------ | ------- | ------- |
| 55 294 | 54 088 | 96 123 | 104 662 | 108 224 |

## Économie
L'aéroport international Domodedovo se trouve à quelques kilomètres de la ville.
Le groupe américain PepsiCo y a installé en 2009 l'une de ses plus grandes usines au monde, d'une superficie de 70 hectares et d'une capacité de 2,1 milliards de litres par an.

## Personnalités liées à la ville
Anna Delvey, un escroc international, est née à Domodedovo le 23 janvier 1991.